# Спрінг-Гауз (Пенсільванія)
Спрінг-Гауз (англ. Spring House) — переписна місцевість (CDP) в США, в окрузі Монтгомері штату Пенсільванія. Населення — 3978 осіб (2020).

## Географія
Спрінг-Гауз розташований за координатами 40°10′38″ пн. ш. 75°13′10″ зх. д. / 40.17722° пн. ш. 75.21944° зх. д. (40.177159, -75.219506).  За даними Бюро перепису населення США в 2010 році переписна місцевість мала площу 6,78 км², з яких 6,77 км² — суходіл та 0,01 км² — водойми.

## Демографія
Згідно з переписом 2010 року, у переписній місцевості мешкали 3804 особи в 1540 домогосподарствах у складі 1041 родини. Густота населення становила 561 особа/км².  Було 1580 помешкань (233/км²).
Расовий склад населення:
| - 88,6 % — білих - 7,8 % — азіатів - 2,3 % — чорних або афроамериканців |

До двох чи більше рас належало 1,1 %. Частка іспаномовних становила 1,8 % від усіх жителів.
За віковим діапазоном населення розподілялося таким чином: 21,1 % — особи молодші 18 років, 48,8 % — особи у віці 18—64 років, 30,1 % — особи у віці 65 років та старші. Медіана віку мешканця становила 51,9 року. На 100 осіб жіночої статі у переписній місцевості припадало 81,7 чоловіків;  на 100 жінок у віці від 18 років та старших — 77,8 чоловіків також старших 18 років.
Середній дохід на одне домашнє господарство  становив 136 943 долари США (медіана — 79 016), а середній дохід на одну сім'ю — 177 176 доларів (медіана — 135 577). Медіана доходів становила 101 992 долари для чоловіків та 50 568 доларів для жінок. За межею бідності перебувало 10,7 % осіб, у тому числі 10,9 % дітей у віці до 18 років та 15,4 % осіб у віці 65 років та старших.
Цивільне працевлаштоване населення становило 1461 особа. Основні галузі зайнятості: освіта, охорона здоров'я та соціальна допомога — 25,9 %, науковці, спеціалісти, менеджери — 19,6 %, виробництво — 14,1 %, мистецтво, розваги та відпочинок — 9,7 %.